# Ligypterus heydeni
Ligypterus heydeni är en insektsart som först beskrevs av Henri Saussure 1874.  Ligypterus heydeni ingår i släktet Ligypterus och familjen syrsor. Inga underarter finns listade i Catalogue of Life.